# Станислав Вълков
Станислав Аргиров Вълков е български революционер, деец на Вътрешната македоно-одринска революционна организация.

## Биография
Станислав Вълков е роден на 19 ноември 1884 година в Лозенград, Одринска Тракия. Завършва Българската духовна семинария в 1903 година. Още като ученик в Цариград става член на ученическата революционна организация в семинарията. Сестра му Невяна участва в шиенето на знамето на Лозенградската организация на ВМОРО. Тъй като градското ръководство и революционерите напускат града, Станислав е избран за един от хората, които да ръководят делата на организацията в Лозенград заедно с Панайот Воденичаров и Иван Челиков.
Станислав Вълков заболява от малария и скоро след оздравяването си влиза в четата на Коста Тенишев, с която Вълков участва в сражението при село Турско Кадиево. След неуспеха на Илинденско-Преображенското въстание живее в родния си град. През учебната 1911/1912 година е преподавател в Скопското българско свещеническо училище. Бяга в България след Балканските войни. Вълков умира в 1927 година в Бургас.